# Siegfried August en Bavière
Le duc Siegfried August en Bavière (en allemand, Siegfried August Maximilian Maria Herzog in Bayern), né le 10 juillet 1876 à Bamberg, et mort le 12 mars 1952 à Munich, aîné des trois fils de Maximilien-Emmanuel en Bavière et d'Amélie de Saxe-Cobourg-Gotha, est un membre de la maison de Wittelsbach de la branche cadette ducale bavaroise et de la lignée dite de Biederstein. 
Appartenant à la famille dite de « Biederstein », du nom de la propriété principale de son père, il est fiancé en 1902 à l'archiduchesse Marie Annonciade, surnommée « Miana », demi-sœur de François-Ferdinand, et nièce de l'empereur d'Autriche François-Joseph. La princesse rompt son engagement moins de deux mois après sa conclusion. Cette rupture est due à l'état psychique délétère de Siegfried.  
À l'automne 1903, Siegfried quitte officiellement le service militaire actif dans l'armée bavaroise. Au cours des deux années suivantes, Siegfried participe encore à la vie du Gotha en se rendant en représentation dans les cours européennes. 
Après une alternance entre moments de calme et épisodes de démence, l'état psychique du duc, soigné par différents psychiatres, requiert son internement à partir de 1912 au sanatorium Neufriedenheim à Munich. Il ne recouvre jamais la raison et demeure interné en Bavière jusqu'à sa mort, en 1952.

## Biographie

### Famille dite de Biederstein
Le duc Siegfried August, né le 10 juillet 1876 à Bamberg, appartient à la branche ducale et non régnante de la maison de Wittelsbach. Par son père, Maximilien-Emmanuel en Bavière (1849-1893), il est le petit-fils de Maximilien en Bavière et de Ludovica de Bavière, et donc le neveu de l'impératrice Élisabeth d'Autriche (Sissi). Tandis que par sa mère, Amélie de Saxe-Cobourg-Gotha (1848-1894), il est le petit-fils du prince Auguste de Saxe-Cobourg-Gotha et de la princesse Clémentine d'Orléans, et donc le neveu du tsar Ferdinand de Bulgarie. Il a deux frères cadets : Christoph et Luitpold-Emanuel. 
Siegfried August Maximilian Maria, filleul de son grand-père paternel, le duc Maximilien en Bavière, est baptisé à la fin du mois de juillet 1876. Son prénom s'inspire du drame lyrique Siegfried de Richard Wagner joué pour la première fois au premier Festival de Bayreuth le 16 août 1876. À la fin de la même année, Maximilien-Emmanuel, son épouse et leur premier né, Siegfried, s'établissent au château de Biederstein, ce qui vaut désormais à cette branche de la famille le surnom de Biederstein.

### Éducation et formation militaire
Le 12 juin 1893, son père meurt inopinément d'une hémorragie à l'estomac. Siegfried contracte peu après la scarlatine. Il est soigné par sa mère laquelle, inconsolable depuis la mort de son mari meurt également subitement après une péritonite le 6 mai 1894. Un conseil de famille statue sur le sort des trois orphelins. 
Siegfried, qui vient tout juste de réussir brillamment ses humanités, suit à partir de 1894, des cours à l'école militaire, où il gravit les échelons : sous-lieutenant au 1er régiment de cavaliers lourds (de), lieutenant en 1897, puis premier lieutenant en 1900. Ses frères et lui demeurent dans le Château de Biederstein où ils ont grandi et sont élevés par une dame d'honneur, la comtesse Maria Fugger von Glött, sous la supervision de leur oncle paternel Charles-Théodore en Bavière et de son épouse Marie-Josèphe qui séjournent parfois à Biederstein. Les trois frères sont en contact étroits avec leurs cousins Wittelsbach, enfants de Charles-Théodore. Une amitié, qu'attestent une correspondance suivie et des goûts anticonformistes similaires lie tout particulièrement Siegfried à sa cousine Élisabeth en Bavière, future reine des Belges, qui choisira Siegfried comme témoin à son mariage à Munich en octobre 1900.

### Voyages et rôle dans le Gotha
Jeune, Siegfried voyage, d'abord en Bulgarie, en 1895, avec sa grand-mère Clémentine qui s'y rend chaque année auprès de son fils puîné Ferdinand, prince souverain depuis 1887. Ensuite, Siegfried se serait rendu en Amérique, au Japon, en Chine et aux Indes, mais l'accomplissement de ce long périple, est sujet à caution car il n'est pas documenté par les archives. Lorsqu'il atteint sa majorité, en 1894, Siegfried s'occupe désormais progressivement des affaires de famille à la place de la comtesse Fugger. Son aide de camp, Max von Redwitz, l'assiste dans la gestion des domaines familiaux. Le duc Siegfried bénéficie d'un réseau familial étendu aux Habsbourg, aux Cobourg et aux Orléans. De surcroît, à partir de 1897, les Biederstein fréquentent régulièrement les fils de l'empereur allemand Guillaume II, accroissant leur prestige.
En sa qualité d'aîné, dès 1893, Siegfried représente fréquemment sa « branche » lors des audiences auprès de l'empereur d'Autriche-Hongrie, ainsi que des missions de représentation dans les cours européennes : funérailles, mariages et baptêmes.
Si ses deux frères Christoph et Luitpold, paraissent évoluer de manière équilibrée au fil des ans, Siegfried change graduellement de personnalité : jeune homme certes parfois foncièrement taciturne, son amabilité et son physique avantageux lui valent de nombreuses sympathies avant que son caractère subisse une série de métamorphoses qui commencent à l'affecter aux alentours de ses vingt ans.

### Accident équestre et fiançailles rompues
La grande passion de Siegfried, héritée de son père, est le sport équestre. Il se ménage sans compter, ni physiquement, ni financièrement pour assouvir ce loisir lors des courses d'obstacles auxquelles il participe assidûment. Le 18 juin 1899, à l'Hippodrome de Munich Riem, après une grave chute de cheval lors d'un concours hippique à Munich, il subit quelques blessures légères à la tête et une grave commotion cérébrale avant d'être transporté en ambulance au domaine de Biederstein. À son réveil, il souffre de séquelles cérébrales qui agissent, selon divers historiens, irréversiblement sur son état mental. 

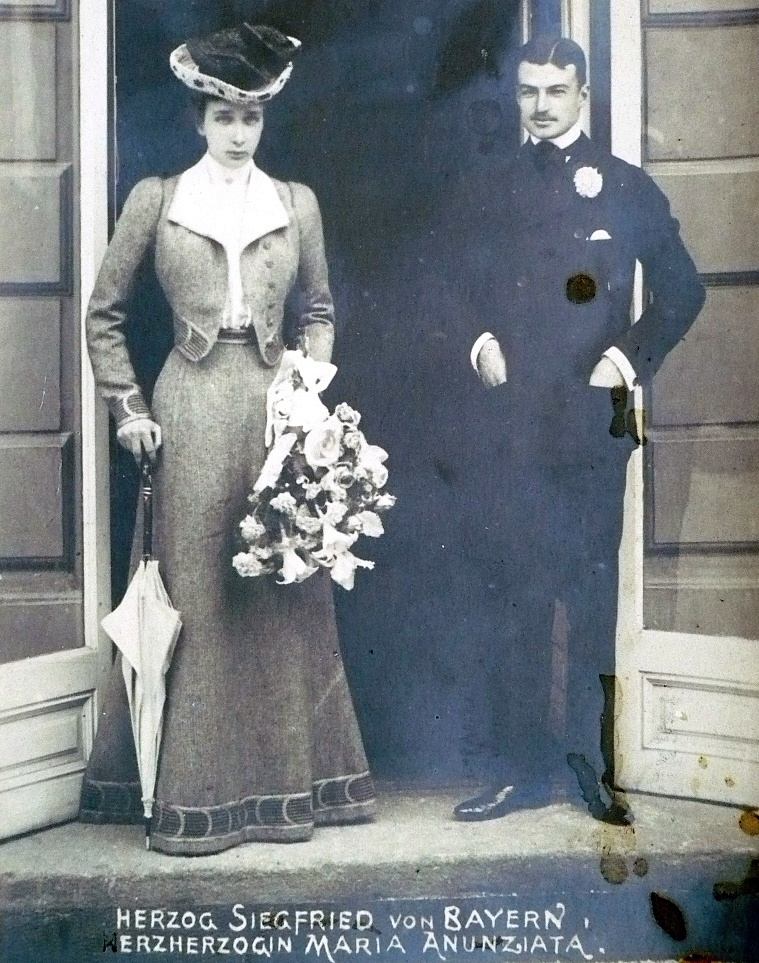
Le duc Siegfried en Bavière et sa fiancée en juillet 1902.

Il partage sa passion pour la chasse avec l'archiduc François-Ferdinand, héritier au trône austro-hongrois qu'il côtoie fréquemment. En 1902, durant un séjour auprès de l'héritier austro-hongrois, Siegfried revoit l'archiduchesse Marie Annonciade, surnommée « Miana », demi-sœur de François-Ferdinand, et nièce de l'empereur d'Autriche François-Joseph. Les jeunes gens se connaissent depuis de nombreuses années et avaient même déjà envisagé de se fiancer avant d'abandonner ce projet à la fin de l'année 1900 car, aux yeux de Siegfried, la dot de Marie Annonciade était insuffisante pour mener le train de vie envisagé par le prince amateur, notamment, de chevaux de courses et de chasse. En novembre 1901, le jeune sportif avait dû se séparer de son écurie de course, sur ordre, semble-t-il, du chef de la maison de Bavière, le prince-régent Luitpold.
En 1902, un nouveau projet de mariage est évoqué entre Siegfried et Marie Annonciade, après une dispense papale car les mariés sont cousins issus de germain,,. Les fiançailles sont conclues le 14 juin 1902. Cependant, moins de deux mois plus tard l'engagement est rompu car l'archiduchesse remarque combien l'état psychique de Siegfried est instable. Il lui arrive de porter un revolver chargé en permanence, tirant depuis les fenêtres de sa demeure et évoquant son suicide. Siegfried se plaint également d'hallucinations et est sujet à des idées de persécution qui ont pour objet principal le prince-régent de Bavière.
L'archiduchesse Marie Annonciade décide de devenir religieuse régulière après la rupture de ses fiançailles. Son oncle l'empereur François-Joseph refuse et lui accorde seulement de demeurer, comme elle l'était depuis 1893 déjà, abbesse séculière de l'ordre des nobles dames de Prague.

### Entre raison et folie
L'état psychique de Siegfried oscille entre périodes de lucidité et accès de démence. Le psychiatre Hubert von Grashey, jadis mandaté (en 1886) afin de participer à la commission médicale chargée d'établir l'expertise psychiatrique du défunt souverain Louis II, et devenu depuis lors président de la commission médicale de Bavière déconseille le placement forcé et permanent du duc Siegfried en institution psychiatrique. Son patient continue dès lors à vivre entre son domaine de Biederstein et le sanatorium Neufriedenheim de Munich. 
À l'automne 1903, Siegfried quitte officiellement le service militaire actif dans l'armée bavaroise. Au cours des années 1903 à 1905, Siegfried participe encore à la vie du Gotha. C'est ainsi qu'il représente son oncle Charles-Théodore à Bruxelles lors du baptême du prince Charles, second fils du futur roi Albert et filleul de Charles-Théodore, en décembre 1903, prolongeant son séjour auprès du couple héritier de Belgique. Retiré de la vie publique depuis 1905, et privé de son écurie de chevaux de courses, Siegfried se consacre à la gestion de son domaine de Biederstein, au sport automobile et à l'élevage de chiens Boxers.

### Internement et mort

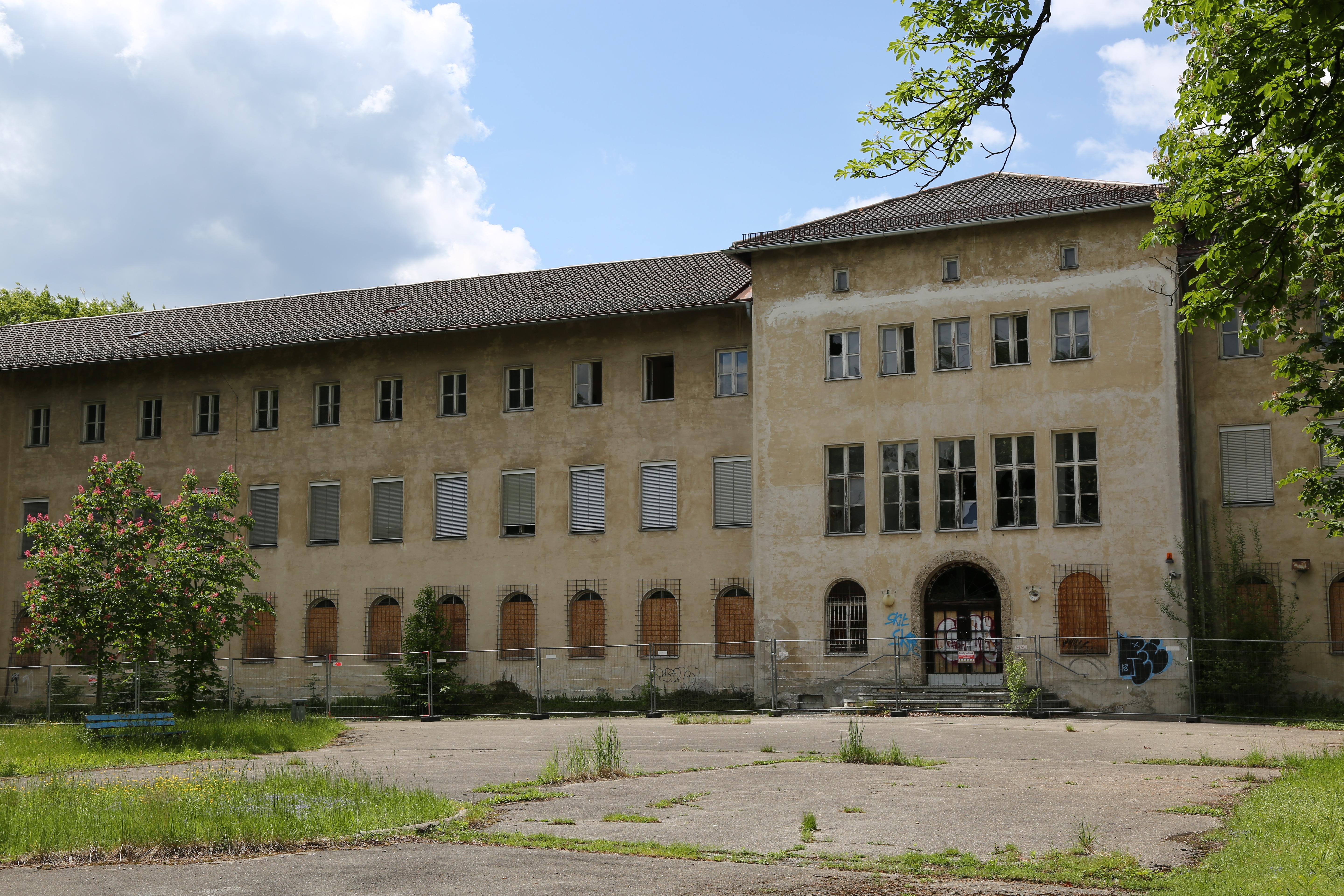
Le sanatorium Neufriedenheim en 2019.

En 1906, l'état psychique de Siegfried requiert de plus longues périodes de confinement, avant d'être régulièrement traité dans une maison de santé, le sanatorium Neufriedenheim de Munich. Le directeur de l'établissement est le psychiatre Ernst Rehm, adepte des théories psychanalytiques de Sigmund Freud, qui y soigne le prince, avant qu'il soit définitivement interné en 1912,.
Le 29 mars 1918, le duc Siegfried est officiellement frappé d'incapacité et placé sous tutelle par le ministre d'État bavarois, Ferdinand von Miltner. Le sanatorium Neufriedenheim ferme ses portes à la fin de l'année 1941.
À l'âge de 75 ans, tandis qu'il est interné depuis 40 ans, Siegfried meurt sans alliance et sans postérité à Munich le 12 mars 1952. Il est inhumé dans la crypte familiale de l'église Saint-Quirin de Tegernsee auprès de ses parents,.

## Phaléristique
Siegfried August en Bavière est :
- Chevalier de l'ordre de Saint-Hubert de Bavière.
- Grand-prieur de l'ordre de Saint-Georges de Bavière (1898)[27].
- Chevalier Grand-croix de l'ordre de Saint-Alexandre (Principauté de Bulgarie).
- Grand-croix de l'ordre de la Maison ernestine de Saxe (duché de Saxe-Cobourg et Gotha).
- Grand-croix de l'ordre du Faucon blanc (Saxe-Weimar).

## Titulature
- 10 juillet 1876 – 12 mars 1952 : Son Altesse Royale le duc Siegfried en Bavière.